# آیدین صفا آکای

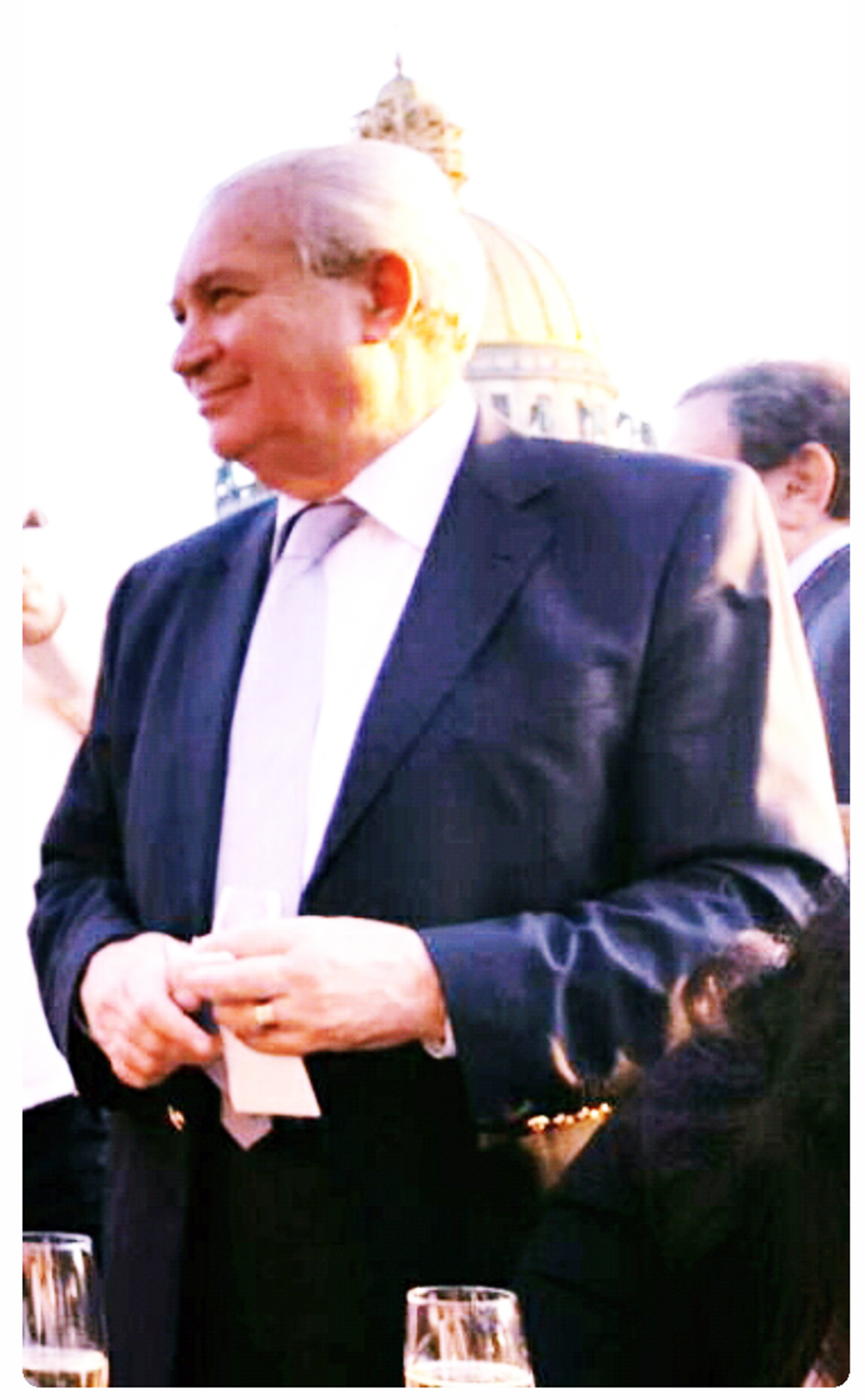

آیدین صفا آکای ( آگوست ۱۹۵۰) است که یک دیپلمات و قاضی اهل ترکیه است. او عضو هیئت قضاتی است که قرار است در پرونده آگوستین نگیراباتواره، وزیر پیشین برنامه دولت رواندا در نسل‌کشی سال ۱۹۹۴ بازنگری کند. او مصونیت دیپلماتیک دارد اما در پی کودتای ترکیه به بازداشت شده‌است. او در سال ۱۹۷۲ از دانشکده حقوق دانشگاه آنکارا فارغ‌التحصیل شده است. او در رشته حقوق بشر دکتری گرفته است.